# Lucien D'Onofrio
Pour les articles homonymes, voir D'Onofrio.
Licio D'Onofrio, dit Lucien D'Onofrio ou encore Luciano D'Onofrio, né le 19 avril 1955 à Castelforte en Italie, est un ancien joueur de football devenu agent de joueurs et dirigeant. 
Entre 1998 et 2011, il a notamment été le vice-président du Standard de Liège, club avec lequel il remporte deux titres de champion de Belgique. 
Agent de joueurs comme Zinédine Zidane, Didier Deschamps ou Christophe Dugarry, il est plusieurs fois condamné, notamment pour des rétrocommissions à l’Olympique de Marseille.
Licio D'Onofrio est le frère de l'ancien directeur technique et entraîneur du Standard de Liège, Dominique D'Onofrio (1953-2016).

## Footballeur
Licio D'Onofrio a été joueur de football et a joué pour le FC Ans (1965-1972), Tilleur (1972-1973), Bas-Oha (1973-1979), Winterslag (1979-1980), Houston Hurricane (NASL, 1980) et Portimonense (Portugal, 1981-1983) où il doit mettre un terme à sa carrière après une triple fracture de la jambe.[réf. nécessaire]

## Agent
Aux prises de nombreuses fois avec la justice, décrit comme un « personnage à la réputation trouble » mais aussi comme « un des agents européens les plus puissants de l’histoire », il est condamné à de multiples reprises dans l'Affaires du SC Toulon, du PSG, des Girondins de Bordeaux... mais échappe chaque fois à la prison. 
En 1998, Lucien D'Onofrio parvient à convaincre son ami Robert Louis-Dreyfus, homme d'affaires suisse devenu président de l'Olympique de Marseille en 1996, d'investir dans le Standard de Liège, alors au bord de la faillite ; plus de 35 millions d'euro sont alors injectés. Condamné avec ce dernier dans le cadre de l'affaire des transferts suspects de l'O.M. en 1997-1998, il se pourvoit en appel puis en cassation mais voit son pourvoi rejeté par la Cour ce qui a pour conséquence que sa condamnation d’octobre 2007 par la Cour d'appel d'Aix-en-Provence pour complicité d'abus de biens sociaux et recel — de deux ans de prison dont 6 mois ferme (18 mois avec sursis), 200 000 euros d'amende, et 2 ans d'interdiction d'activité liée au football en France — est définitive.
À la suite de cette condamnation le règlement la FIFA interdit à D'Onofrio d'exercer l'activité d'agent, mais il la poursuit au travers des sociétés offshore, à l'instar de sociétés comme Robi Plus Ltd et Danubio Finanzierungsleistungen und Marketing GmbH : l'émission d'enquête Cash Investigation révèle qu'il est par exemple derrière les transferts du joueur français Eliaquim Mangala et du belge Steven Defour au FC Porto. 
En 2004, la justice belge lui reproche que les sommes injectées dans les caisses du Standard de Liège entre 1999 et 2002 constituent du blanchiment des commissions non déclarées que D'Onofrio a reçu en tant qu'agent de joueurs. Celui-ci  se retrouve poursuivi pour blanchiment, faux et usage de faux, le tout dans le cadre d'une organisation criminelle : en juin 2015, il conclut une transaction avec le parquet général de Liège pour un montant de près de 1 600 000 € qui lui permet d'échapper à un procès en correctionnelle. 
En 2018, dans le cadre du « Football Leaks », Der Spiegel révèle que le transfert de Mangala à Manchester City en 2014 a rapporté deux millions d’euros à D’Onofrio via Jorge Mendes. La même année, D'Onofrio crée la SPRL Podium qui investit dans divers fonds de commerce ou immobilier en restauration en région liégeoise ou encore dans le festival Les Ardentes. C'est à travers Podium qu'il dirige depuis 2017 le Royal Antwerp FC dont il est vice-président et directeur technique, continuant par ailleurs, d'après le journaliste Romain Molina, à avoir de l’influence sur d’autres championnats.